# Bitka za Ivankiv
Bitka za Ivankiv je bila vojaški spopad kijevske ofenzive v času ruske invazije na Ukrajino leta 2022 za nadzor nad mestom Ivankiv, kjer se nahaja ključni prehod čez reko Teteriv. V bojih so sodelovali pripadniki ruskih oboroženih sil in ukrajinskih kopenskih sil. Bitka je trajala od 25. februarja 2022 do 31. marca 2022 in se je končala z umikom ruskih sil. Bitka je bila del večje taktike za obkolitev Kijeva, glavnega mesta Ukrajine. Medtem ko so ruske sile 27. februarja zavzele vas, so se ukrajinske oborožene sile upirale ruskemu napredovanju v zahodnih predmestjih prestolnice Irpin, Buča in Gostomel.

## Bitka
Zgodaj zjutraj 25. februarja 2022 so se ruske sile po preboju v bitki za Černobil s severovzhoda približale Ivankivu. Ukrajinske sile so uničile most čez reko Teteriv pri Ivankivu in ustavile napredovanje ruskih tankov proti Kijevu. Ukrajinske zračnodesantne sile so se spopadle z ruskimi vojaki pri Ivankivu in bližnji vasi Dimer. Med poročanimi ruskimi enotami je bila tudi 5. ločena gardna tankovska brigada, ki je izgubila nekaj vozil.
Nekaterim ruskim silam je uspelo prodreti skozi Ivankov in po spopadu zavzeti strateško pomembno letališče Antonov. Letališče je le 20 km severozahodno od Kijeva.
Spopadi v Ivankivu so se nadaljevali tudi popoldne in zvečer 25. februarja, ruske sile pa so mesto obstreljevale z artilerijo, kar je povzročilo nekaj žrtev med civilisti. V Ivankivu je tudi glavni plinovod, ki bi v primeru uničenja lahko ustavil prenos ukrajinskega plina v večji del Evrope.
26. februarja so se boji v Ivankivu nadaljevali, 27. februarja pa so ruske sile med bitko uničile Ivankivski zgodovinski in krajevni muzej pri čemer je bilo izgubljenih več kot dvajset del ukrajinske umetnice Marije Primačenko. Ukrajinski minister za kulturo Oleksandr Tkačenko je v odgovor zahteval, da Rusija izgubi članstvo v Unescu.
27. februarja zjutraj je bila na satelitskih posnetkih vidna kolona ruskih vozil, dolga več kot 4,8 km, ki se je usmerila proti Ivankivu. Do 28. februarja je kolona narasla na približno 64 km. Ruske sile so Ivankov zavzele 2. marca.

## Posledice
31. marca so ukrajinske sile ponovno prevzele nadzor nad Ivankivom, potem ko se je ruska vojska umaknila iz mesta.